# Alfonso Rendano
Alfonso Rendano (Carolei, 5 d'abril de 1853 - Roma, 10 de setembre de 1931) va ser un pianista i compositor italià. Conegut principalment per la invenció del tercer pedal del piano (pedal sostingut o pedal Rendano) que permet augmentar els recursos interpretatius d'aquest instrument.
Rendano va ser un músic precoç i als deu anys va ser admès al Conservatorio di San Pietro a Majella de Nàpols on va captar l'atenció de Sigismund Thalberg que l'envià a París, recomanant-lo a Rossini, el qual li va aconseguir una beca per a seguir els estudis musicals. El 1866 va estudiar amb Georges Mathias, alumne de Chopin. Durant quinze anys va desenvolupar una intensa carrera musical i després es dedicà a l'ensenyament musical, primer al conservatori de Nàpols i després a Roma.
És conegut per la seva òpera Consuelo amb un llibret de Francesco Cimmino basat en la novel·la homònima de George Sand i estrenada amb èxit a Torí el 1888.
Va fer el seu últim concert al Teatro Valle de Roma el 1925. El teatre municipal de Cosenza porta el seu nom.